# Geschichte von Belarus

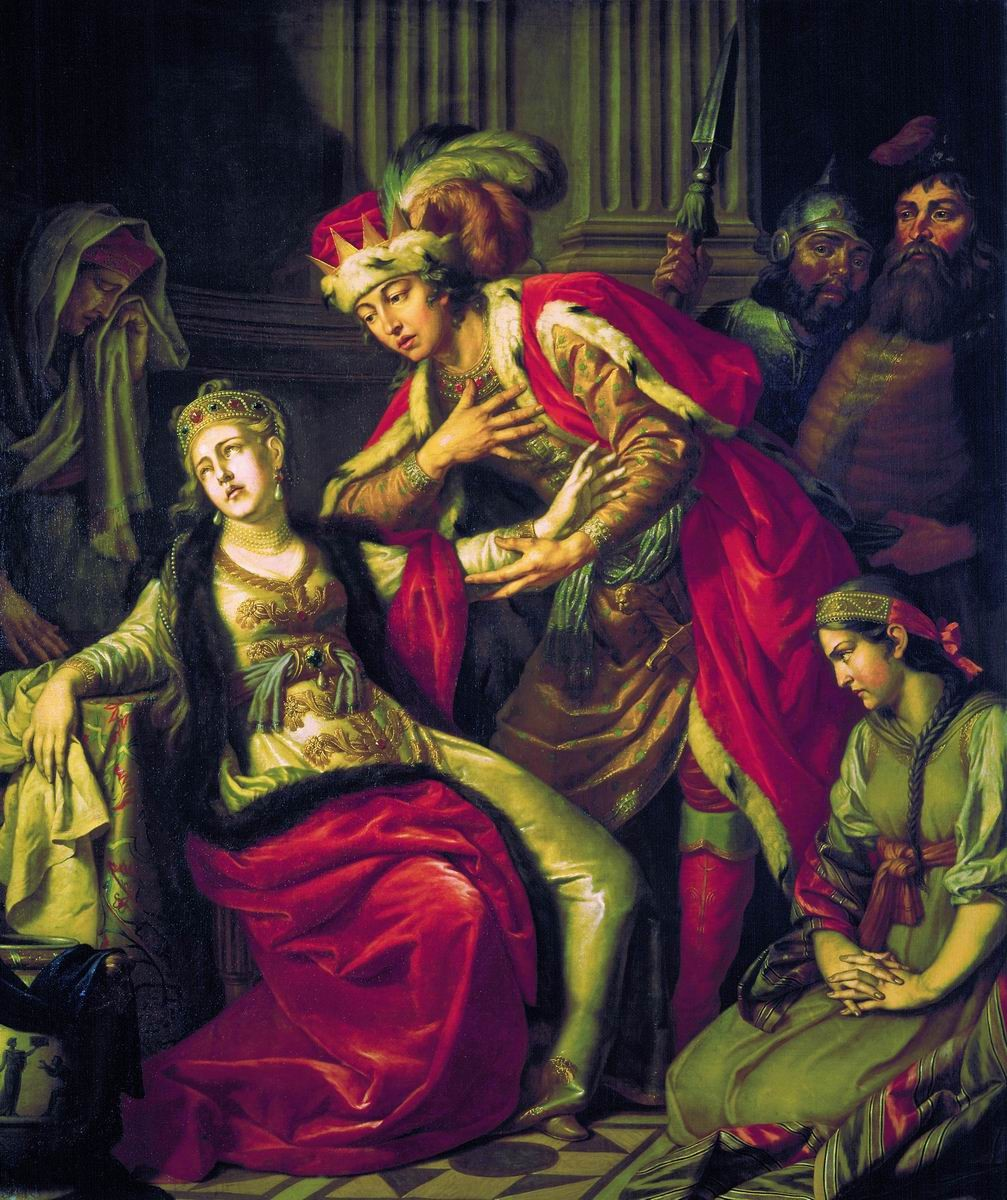
Wladimir von Kiew und die Prinzessin Rahneda von Polazk (Gemälde aus dem Jahre 1770)

Die Geschichte von Belarus umfasst die Entwicklungen auf dem Gebiet der Republik Belarus von der Urgeschichte bis zur Gegenwart. Sie ist geprägt von der Lage des Landes am Übergangsbereich zwischen dem katholisch geprägten polnischen und dem orthodox geprägten russischen Einflussbereich. So kam es häufig zu Herrschaftswechseln und Besetzungen durch fremde Mächte.

## Vor- und Frühgeschichte

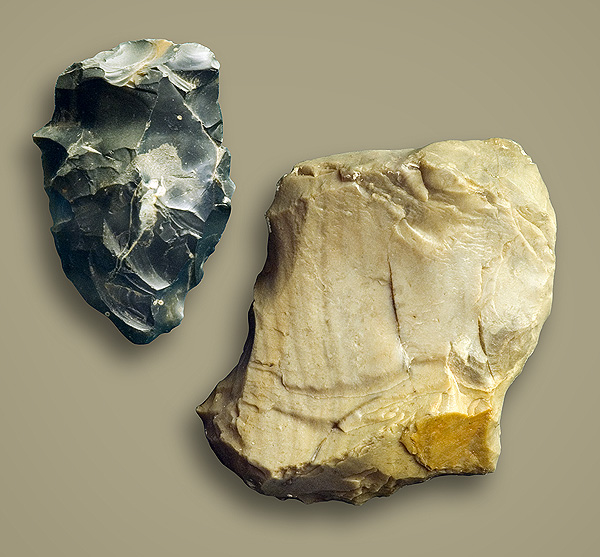
Mittelpaläolithische Werkzeuge, Museum für die Geschichte und Kultur von Belarus, Minsk

Zum Ende der letzten Eiszeit gehörte das Gebiet des heutigen Belarus zum östlichen Gravettien, danach zum Epi-Gravettien. Westlich gehörten dazu die Swidru-Gruppen, im Osten die Gruppen um die Kostënki-Funde.
Für die Mittelsteinzeit (Mesolithikum) kennen wir im Westen die Janislawice-K., deren östliche Ausdehnung nicht genau bestimmt ist.
In der Jüngeren Steinzeit (Neolithikum) soll sich von hier schon früh die Keramik nach Westen in die baltischen Gebiete ausgebreitet haben.

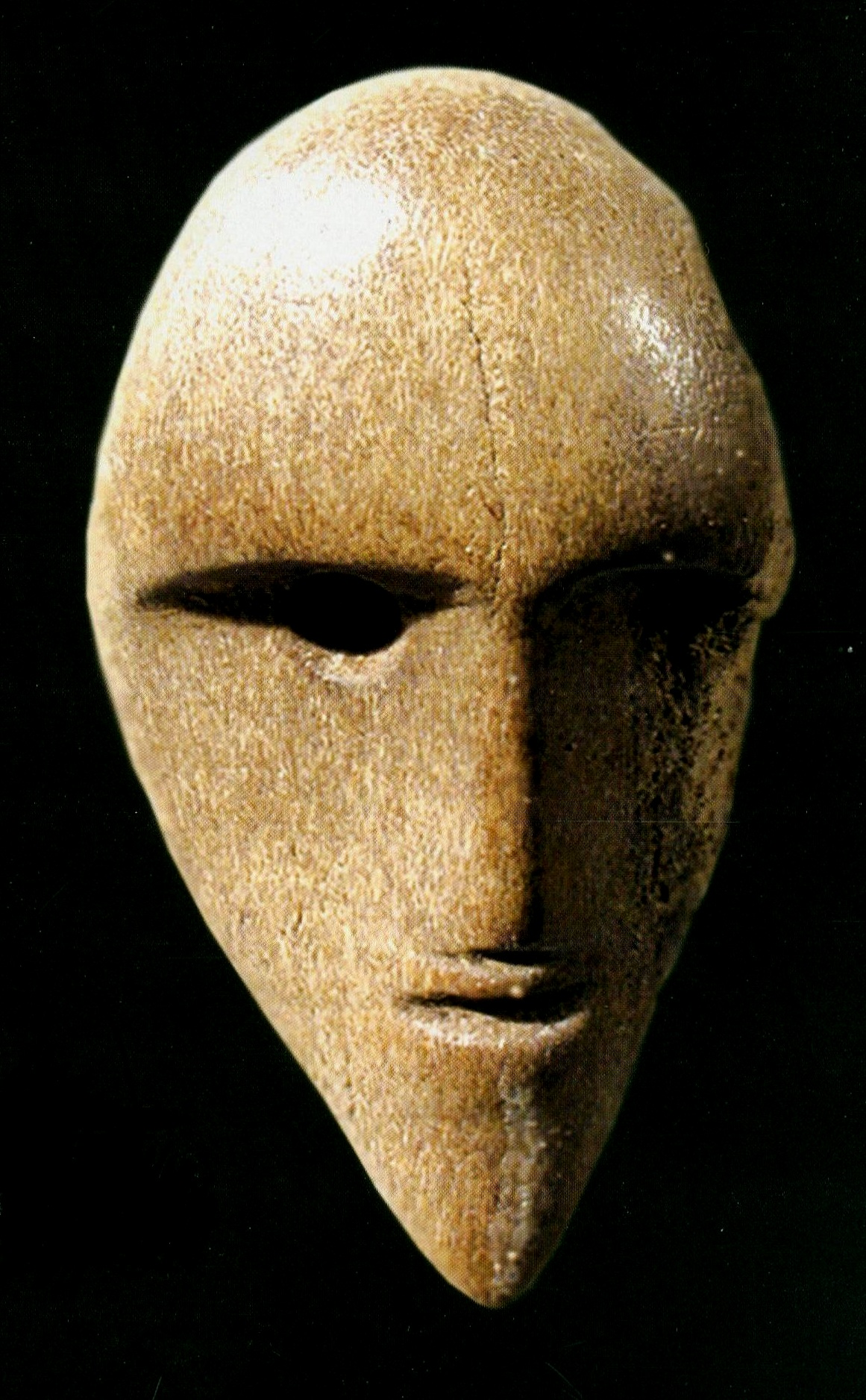
Anthropomorphe Darstellung aus dem Neolithikum, Asavicts-2

Im Spät-Neolithikum ist die Ober-Dneper-Kultur bekannt, die mit der Mittel-Dneper-Kultur zusammenhängt. Weitere mögliche Zusammenhänge bestehen mit der östlichen Jamnaja-Kultur. In der Bronzezeit scheint das gesamte Gebiet mehr mit der baltischen Frühbronze zusammenzuhängen.

## Frühes Mittelalter
Über die Frühgeschichte von Belarus ist nur wenig bekannt. Es kann angenommen werden, dass das Gebiet des Landes von Slawen besiedelt war. Das Gebiet von Belarus wurde im Frühmittelalter wiederholt von Wikingern durchquert. Diese gründeten im heute ukrainischen Kiew das Reich der Kiewer Rus, das auch zunehmend Einfluss über das Gebiet des heutigen Belarus gewann. 988 initiierte der Kiewer Großfürst Wladimir der Große die Christianisierung der Rus, womit das orthodoxe Christentum auch im späteren Belarus Einzug fand. Von dieser Zeit zeugen neben den Borissteinen an der Düna die Sophienkathedrale von Polozk, es begann der steinerne Bau in vielen weiteren Städten, die kyrillische Schrift fand Verbreitung.
Um 1000 gründeten sich auf dem Gebiet von Belarus verschiedene selbständige Fürstentümer, die mehr oder weniger Bestandteile der Kiewer Rus waren. Einige Beispiele dafür wären die Fürstentümer Klezk, Kobrin, Mensk, Pinsk, Polazk, Sluzk oder Turow.

## Großfürstentum Litauen
Nach dem Mongoleneinfall in Osteuropa und der Zerschlagung der Kiewer Rus hatten sich die belarussischen Fürsten im 13. Jahrhundert mehr oder weniger freiwillig dem Großfürstentum Litauen angeschlossen. Die Schicksale von Belarus und Litauens waren nun für 600 Jahre miteinander verbunden. Beide Völker heißen in ihren Sprachen „Litauer“ (lietuvis bzw. litwin). Belarus machte damals den Hauptteil des Staatsgebietes aus.

Die Staatsbildung fand in den belarussischen Territorien statt

Mit der Zeit wurde die altruthenische Kultur und Sprache, ein Vorläufer der belarussischen Sprache, im Großfürstentum dominant (siehe Goldenes Zeitalter (Belarus)), weshalb sich das Großfürstentum Litauen und später Polen-Litauen von nun an als rechtmäßiger Erbe der Rus (magnus dux Littwanie, Samathie et Rusie) sah und im 15. und 16. Jahrhundert zum Konkurrenten des Großfürstentums Moskau bei der Sammlung der russischen Länder wurde.
Nach dem Tod von Polens König Kasimir III. des Großen eröffnete sich 1385/86 die Möglichkeit, Polen durch Heirat mit dem damals noch nicht christianisierten Litauen zu verbinden. Der litauische Großfürst Jogaila ließ sich taufen, verband sich in der Union von Krewo ehelich mit Polens Königin Hedwig von Anjou, bestieg den polnischen Thron und begründete als König Władysław II. Jagiełło von Polen das Herrscherhaus der Jagiellonen. Das Großfürstentum Litauen überließ er seinem Cousin Vytautas (poln. Witold, 1401 Großfürst), der es bis zu seinem Tod 1430 regierte.
Die Personalunion von Krėva (Krevo) hatte einschneidende Folgen für die russisch-orthodoxe Kirche. Zwar sollte der Status quo erhalten bleiben, doch in der Folgezeit wurden die orthodoxe Minderheit im Osten von Belarus und in der Ukraine schlechter gestellt als die Katholiken.
Mit der Schlacht bei Tannenberg (15. Juli 1410, belarussisch Грунвальд/Grunwald), bei der die Truppen des Deutschen Ritterordens aus Preußen und Livland vernichtend geschlagen wurden, konnten die Grenzen nach Norden endgültig befestigt werden (die Grenze mit Ostpreußen hatte bis 1918 unverändert Bestand). Errungen wurde dieser Sieg von vereinten polnischen und litauischen Truppen, denn Polens König Władysław II. Jagiełło und Großfürst Vytautas agierten zusammen.
In den sich an die Tode Vytautas’ und Jogailas (1434) anschließenden Nachfolgekämpfen konnte der polnische Adel seinen Einfluss nach und nach vergrößern. Seit dem Ende des 15. Jahrhunderts spielte das benachbarte Großfürstentum Moskau eine entscheidende Rolle für das Großfürstentum Litauen. Angesichts der äußeren Bedrohung zwischen dem 13. und 15. Jahrhundert zerfielen im eigentlichen Litauen und den dazugehörigen Landesteilen die weißrussischen Gebiete. Der benachteiligte Adel der peripheren Gebiete versprach sich mehr Vorteile und Macht bei einem Übertritt zum Großfürstentum Moskau. So schlossen sich zwischen 1487 und 1493 mindestens vier Fürstenhäuser aus den Ostprovinzen des Großfürstentums Moskau an. Ende der 1490er-Jahre verließen dann die Fürsten Semjon Belski, Semjon und Iwan Moschaijski und Wassili Schemjatitsch den litauischen Verbund. Immer wieder kam es zu Grenzkonflikten zwischen beiden Reichen. Am Ende des Krieges musste Litauen 1503 die Gebiete Tschernihiw, Nowgorod-Sewers, Gomel, Brjansk, Putiwl, Starodub und Mzensk an Moskau abtreten. Wenig später, 1514, kam es erneut zu bewaffneten Auseinandersetzungen zwischen den Streitkräften Moskaus und Litauens. In dieser Zeit wurde unter der Führung Moskaus eine antijagelionische Allianz gegründet mit dem Ziel, das Großfürstentum aufzuteilen und die weißrussischen Provinzen dem Großfürstentum Moskau zuzuschlagen. Der Sieg, den die Truppen unter dem Oberkommando Konstantin Ostroschkis in der Schlacht bei Orscha am 8. September über das Moskauer Heer errangen, hielt die Expansion Moskaus nach Westen jedoch vorerst auf. Unter dem Eindruck der Moskauer Offensive im Livländischen Krieg (1558–1582/83), bei dem Russland und das litauische Großfürstentum zeitweilig die Hauptwidersacher waren, musste Litauen 1569 der Union von Lublin mit Polen zustimmen. Diese bildete auch für die Geschichte der (damals litauischen) Ukraine eine deutliche Zäsur.
Die ukrainischen Länder wurden nun direkt dem Königreich Polen unterstellt und die kulturelle und religiöse Integration des ukrainischen in den polnischen Adel beschleunigt. Es bildete sich eine tiefe Kluft zwischen dem privilegierten katholischen Adel und der orthodox gebliebenen ukrainischen Unterschicht.
In den folgenden gut 200 Jahren verlor Litauen kontinuierlich an politischer Dominanz. Die meisten relevanten Entscheidungen fielen in Krakau und Warschau. Es war aber ein kulturelles Zentrum der Juden in Osteuropa mit eigenen Schulen, einer großen Bibliothek und zahlreichen Jeschiwot. Die berühmteste Figur war Rabbi Elijah Ben Salomon Salman, genannt der Gaon von Wilna, (1720–1797), der sich leidenschaftlich für traditionelles Judentum mit Schwerpunkt auf dem Studium von Tora und Talmud sowie gleichzeitig für moderne Naturwissenschaften interessierte.

## Russische Herrschaft
Ende des 18./ Anfang des 19. Jahrhunderts kam das Gebiet nach und nach unter russische Herrschaft durch die sog. Teilungen Polens. Es bestand nur noch aus Gouvernements, die zentralistisch von Sankt Petersburg aus regiert wurden und starken Russifizierungsversuchen ausgesetzt waren, die sich vor allem gegen die polnische Oberschicht richteten. So wurde der belarussische Dialekt verboten. Erst nach der Revolution von 1905 wurde dessen Gebrauch wieder legalisiert, durfte jedoch auch weiterhin nicht in den Schulen unterrichtet werden. Gegen das Polnische richtete sich auch das Verbot des lateinischen Alphabets. Bereits 1839 hatte der Zar die unierte Kirche in Belarus und der Ukraine verboten, um den katholischen Einfluss in diesen Gebieten zurückzudrängen. Jene Bevölkerungsteile, die dieser Konfession angehört hatten, wurden gedrängt, den orthodoxen Glauben anzunehmen. 1863/64 kam es zu Aufständen gegen die russische Herrschaft unter der Führung Kastus Kalinouskis, welche jedoch blutig niedergeschlagen wurden.

## 1918–1920

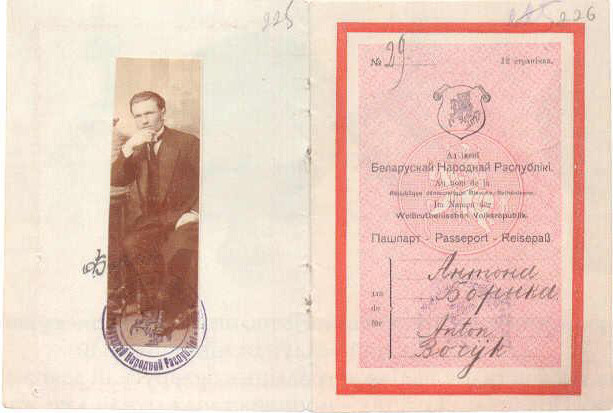
Reisepass der Weißrussischen Volksrepublik

Am 25. Februar 1918 rückten deutsche Truppen in Minsk ein.
Unter deutschem Schutz, aber ohne das Einverständnis der Besatzungsmacht, wurde am 25. März 1918 zum ersten Mal die Unabhängigkeit von Belarus proklamiert. Die „Rada“, das Exekutivorgan des I. Weißrussischen Volkskongresses, deklarierte die Loslösung von Sowjetrussland und rief die „freie und unabhängige Weißrussische Volksrepublik“ („Belaruskaja Narodnaja Respublika“) aus, die weder vom Deutschen Reich noch von den Westmächten anerkannt wurde. Sie existierte nur ein halbes Jahr bis Herbst 1918, gilt aber historisch und im Bewusstsein der Weißrussen als der Gründungsakt einer eigenen weißrussischen Staatlichkeit.
Im Zuge der deutschen Novemberrevolution, der Hinfälligkeit des Vertrages von Brest-Litowsk und des Bürgerkrieges im benachbarten Russland, der auch auf Belarus übergriff, geriet das Land unter die Kontrolle der Kommunisten. In dieser Phase wurde am 1. Januar 1919 in Smolensk die Weißrussische SSR proklamiert und deren Verwaltung schon eine Woche später nach Minsk verlegt. Von Westen her versuchte Polen unter Marschall Józef Piłsudski, weite Teile von Belarus unter seine Kontrolle zu bringen, um dort einen mit Polen föderierten Staat zu bilden. Er wollte an die Traditionen des Großherzogtums Litauen anknüpfen. Am 27. Februar 1919 fusionierte die Weißrussische SSR mit Litauen für einige Monate zur Litauisch-Weißrussischen SSR, die aber im Juli 1919 während des Polnisch-Sowjetischen Krieges durch polnische Truppen zerschlagen wurde.

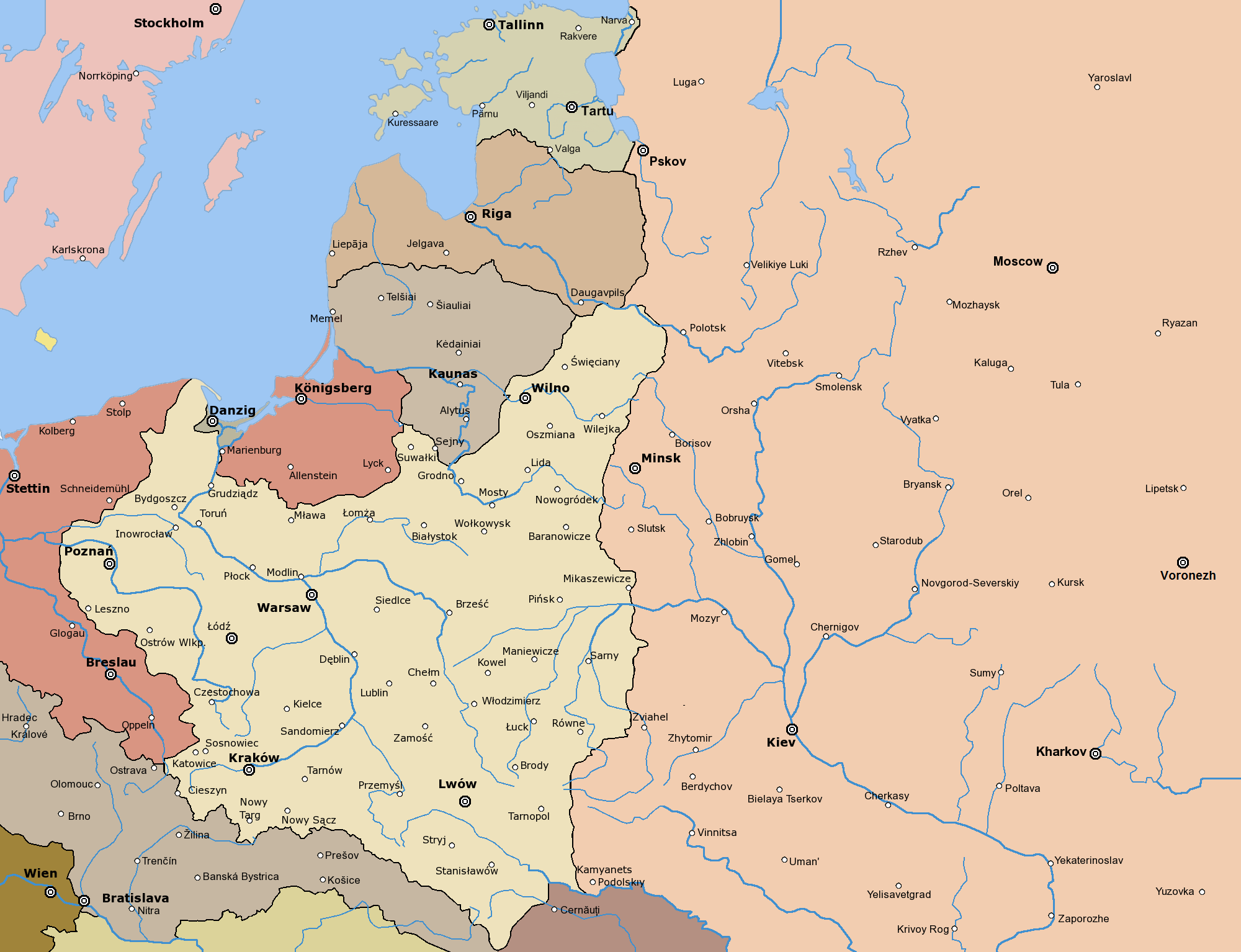
Belarus als Teil Polens und der Sowjetunion, 1939 (vor dem Zweiten Weltkrieg)

Im August 1919 besetzte Polen einen großen Teil von Belarus und auch die Hauptstadt Minsk. Diese Besetzung dauerte bis zum 11. Juli 1920 an. Am 1. August 1920 wurde schließlich die Weißrussische SSR (BSSR) neugegründet.
1920 erkannte Polen die BSSR an, Belarus wurde zwischen Polen und der BSSR aufgeteilt.

## Zwischen den Weltkriegen (Sowjetunion)
Zwischen dem Ersten und dem Zweiten Weltkrieg gehörte der westliche Teil des heutigen Belarus zu Polen, der östliche zur Weißrussischen SSR, die 1922 Gründungsmitglied der Sowjetunion war.
In Reaktion auf die Herrschaft der Bolschewiki ereignete sich 1920 der Aufstand von Sluzk, mit dem Ziel einen unabhängigen weißrussischen Staat zu schaffen.
In Polen stieß die von Piłsudski und den Sozialisten propagierte Idee einer Autonomie für die von Weißrussen besiedelten Gebiete auf große Kritik, besonders bei der nationalistischen Mehrheit im Sejm. Die Nationaldemokraten unter Roman Dmowski setzten auf eine Polonisierung der nicht-polnischen Bevölkerung der Ostgebiete. Die Folge war eine ambivalente Politik gegenüber den Weißrussen: Einerseits hatten sie ihre Vertretung im Parlament (Hramada, Bündnis der Nationalen Minderheiten), ihre Schulen und Gesellschaften. Diese wurden aber im Vergleich zu Ostgalizien oder Wolhynien stärker diskriminiert. Im Zuge der angestrebten Polonisierung wurden in den Jahren 1929–1939 ca. 300.000 Polen in Westweißrussland angesiedelt.

Flagge der Weißrussischen SSR 1919–1937

Flagge der Weißrussischen SSR 1937–1940 / 1951

Auf der sowjetischen Seite genossen die Belarussen zunächst eine ziemlich große Autonomie. Diese war Teil der sowjetischen Nationalitätenpolitik. Es wurde eine quasi-unabhängige Republik errichtet, die 1929 und 1932 territorial vergrößert wurde. Belarussisch wurde zusammen mit Russisch und Polnisch als offizielle Sprache der Republik anerkannt. Viele weißrussische Intellektuelle übersiedelten aus Wilna (Vilnius) nach Minsk. Die katholischen, orthodoxen und jüdischen Geistlichen waren jedoch schon unter Lenin der Verfolgung ausgesetzt: nicht nur verbot man den Religionsunterricht in den Schulen, sondern man schloss auch Kirchen und Synagogen, erlegte den Kirchen immer wieder neue Steuern auf und verschleppte Geistliche nach Sibirien. Unter Stalin wurde auch ein großer Teil der weißrussischen Intelligenzija verfolgt und ermordet (siehe: Kurapaty). Belarus blieb auch von der Hungersnot der Jahre 1932/33 („Holodomor“) nicht verschont. Trotzdem nahm das Land Flüchtlinge aus dem Süden auf. Die 1930er Jahre standen unter dem Zeichen der Zwangskollektivierung der Landwirtschaft und der Industrialisierung der Sowjetunion.

## Zweiter Weltkrieg
Am 17. September 1939 erfolgte die Besetzung Ostpolens durch die Rote Armee. Im geheimen Zusatzprotokoll des deutsch-sowjetischen Nichtangriffspaktes wurden die Gebiete zwischen Slutsch und Bug (also ganz Belarus) der sowjetischen Interessensphäre zugeschlagen. Am 22. Oktober 1939 wurde die Wahl zum sogenannten „Volkskongress von Westweißrussland“ durchgeführt, zusammen mit einer Volksabstimmung, in der sich dem offiziellen Ergebnis zufolge 99,9 Prozent der Bevölkerung für den Verbleib bei der Sowjetunion aussprachen. Am 2. November wurde Westweißrussland offiziell an die Weißrussische Sozialistische Sowjetrepublik angeschlossen. Die Weißrussische SSR umfasste jetzt nicht nur ethnisch belarussische Gebiete, sondern auch Białystok, Hrodna und Lida, wo in den Städten Polen und Juden die Mehrheit bildeten. Kurz nach der „Aufnahme“ der Regionen Polesien, Białystok und Vilnius in die UdSSR wurden sogenannte Volksfeinde wie polnische Adelige, polnische und jüdische Unternehmer, belarussische Intelligenzler und Geistliche nach Sibirien und Kasachstan deportiert. Die Zahl der Verschleppten wird auf 400.000 bis 500.000 Menschen geschätzt, ist aber schwer zu überprüfen.
Im Sommer des Jahres 1941 eroberte die deutsche Wehrmacht das Land innerhalb weniger Wochen. Die Rote Armee evakuierte während des Einmarsches rund 20 % der belarussischen Bevölkerung nach Russland und vernichtete den Vorrat an Lebensmitteln. Am 1. September 1941 wurden die Hälfte der westbelarussischen Kresy sowie die Gegend um Minsk zum Generalkommissariat Weißruthenien zusammengefasst, das unter der Leitung von Wilhelm Kube stand. Zusammen mit den Generalkommissariaten Estland, Lettland und Litauen bildete es das Reichskommissariat Ostland.
Die deutsche Invasion brachte starke Zerstörungen. Obwohl man in vielen Gebieten von Belarus anfangs froh über die sowjetische Niederlage war, enttäuschten die Deutschen die lokale Bevölkerung schnell.
Von den etwa 9 Millionen Einwohnern, die den deutschen Besatzern in die Hände fielen, ermordeten von der Wehrmacht und SS geführte Verbände von 1941 bis 1944 1,6 bis 1,7 Millionen Menschen, darunter 700.000 Kriegsgefangene, 500.000 bis 550.000 Juden, 345.000 Opfer der sogenannten Partisanenbekämpfung, denen ganz überwiegend Zivilisten zum Opfer fielen und ungefähr 100.000 Angehörige sonstiger Bevölkerungsgruppen. Die deutschen Soldaten führten einen Vernichtungskrieg gegen die Zivilbevölkerung. Es wurden mehr als 200 Städte und 9000 Dörfer zerstört. Vielfach trieben die deutschen Soldaten die Dorfeinwohner in Scheunen und brannten diese nieder, wie 1943 in Chatyn (nicht zu verwechseln mit Katyn). Heute ist dieser Ort nahe Minsk eine Gedenkstätte für die Opfer des Zweiten Weltkrieges. Allein in Minsk ermordete die deutsche Besatzungsmacht mehr als 100.000 Einwohner. Die jüdische Bevölkerung von Belarus wurde fast vollständig ermordet. Etwa acht bis neun Prozent aller umgebrachten europäischen Juden stammten aus Belarus. Fast alle Städte des Landes waren völlig zerstört. Die Industriebetriebe waren um 85 Prozent, die Industriekapazität um 95 Prozent, die Saatfläche um 40 bis 50 Prozent, der Viehbestand um 80 Prozent zurückgegangen. Es gab nach dem Kriegsende drei Millionen Obdachlose. 25 Prozent der belarussischen Bevölkerung waren umgekommen. Weiterhin wurde ein Großteil der ethnischen Polen (etwa 300.000) in die Polen zugeschlagenen deutschen Ostgebiete zwangsumgesiedelt. Vor dem Zweiten Weltkrieg lebten in Belarus zehn Millionen Menschen. Erst gegen Ende der 1980er-Jahre hatte die Bevölkerungszahl von Belarus wieder den Vorkriegsstand erreicht.
Während der deutschen Besatzungszeit wurde in Belarus der „Weißruthenische Zentralrat“ (Bielaruskaja Centralnaja Rada – BCR) installiert, eine Marionettenregierung, die historische weißrussische Staatsembleme benutzte. Vorsitzender des BCR war Radasłaŭ Astroŭski. Diese „Regierung“ verschwand nach dem Rückzug der deutschen Ostfront 1944. Auch andere Institutionen wie die Weißruthenische Heimwehr, das Weißruthenische Selbstschutzkorps, die Weißrussische Hilfspolizei, das Weißruthenische Jugendwerk oder das Weißruthenische Selbsthilfewerk wurden gegründet.
Die bewaffnete Widerstandsbewegung von Belarus galt als eine der stärksten Europas. Es gab über 1000 Partisanengruppen, welche zumeist kommunistisch, aber auch nationalistisch orientiert waren. Im Herbst 1943 eroberte die Rote Armee den äußersten Osten des Landes wieder und im Sommer 1944 war das gesamte Land zurückerobert.

## 1944 bis 1991 (Sowjetunion)

Flagge der Weißrussischen Sozialistischen Sowjetrepublik ab Dezember 1951

Der Rückeroberung durch die Rote Armee im Sommer 1944 folgten umfangreiche Verschleppungen von Funktionären der lokalen Verwaltungen und der KPSU. Doppelt gestraft waren ehemalige Kriegsgefangene, die sich im Rahmen dieser Säuberungsmaßnahmen dem Verdacht ausgesetzt sahen, durch ihre Jahre in deutscher Kriegsgefangenschaft „ideologisch verseucht“ zu sein.
Josef Stalins Angst vor westlichem Einfluss hatte aber auch Nutzen für Belarus, das bald bevorzugtes Ziel sowjetischer Industriepolitik wurde. Dies sowie die fortdauernde Politik der Russifizierung führten zur vermehrten Ansiedlung ethnischer Russen, die bald auch Schlüsselpositionen in Politik und Kultur einnahmen. Kulturpolitisch wurde die belarussische Sprache deutlich benachteiligt, was zu einem starken Rückgang ihres Gebrauchs führte.
Obwohl die SSR als sowjetische Teilrepublik kein unabhängiger Staat war, wurde sie ebenso wie die Ukraine auf Stalins Betreiben Gründungsmitglied der Vereinten Nationen. US-Präsident Roosevelt ließ sich im Gegenzug das Recht einräumen, zwei seinem Land verpflichtete Mitglieder zu benennen, welches jedoch ungenutzt blieb.

Verseuchung durch radioaktiven Niederschlag

Stark betroffen war das Land vom Reaktorunglück am 26. April 1986 in Tschernobyl in der benachbarten Ukraine, das nur rund zehn Kilometer südlich der belarussischen Grenze liegt. Nach der katastrophalen Kernschmelze und Explosion wurden zehntausende Betroffene auf beiden Seiten der Grenze viel zu spät gewarnt und evakuiert. In Belarus gingen 70 % des Fallouts nieder; rund 22 % des Landes wurden mit Cäsium-137 kontaminiert.
In der Zeit des Kalten Krieges war Belarus für die Sowjetunion von höchster militärischer Bedeutung. Die sowjetischen Streitkräfte nutzten die Sowjetrepublik als Aufmarsch- und Transitland für die gegen die NATO gerichteten Verbände in Mitteleuropa. Wirtschaftlich galt Belarus als eine der produktivsten Sowjetrepubliken; es entstanden Schwerpunkte auf dem Gebiet der chemischen und petrochemischen Industrie sowie des Maschinenbaus.
Bei Wahlen zum Obersten Sowjet von Belarus am 4. März 1990 setzten sich der reformwillige Kandidat Mikalaj Dsemjanzej (russ. Nikolai Dementei) durch. Vollmitglied im Politbüro der Kommunistischen Partei der Sowjetunion war Jafrem Sakalou (russ. Jefrem Sokolow). Im Zuge des Zerfalls der Sowjetunion erklärte das Parlament von Belarus die bisherige Weißrussische Sozialistische Sowjetrepublik am 27. Juli 1990 für souverän. Am 23. April 1991 unterzeichnete der Präsident der Sowjetunion Michail Sergejewitsch Gorbatschow mit den obersten Repräsentanten von neun Republiken (Russland, Ukraine, Belarus, Kasachstan, Usbekistan, Kirgisien, Tadschikistan, Turkmenistan und Aserbaidschan) in Nowo-Ogarjowo eine Gemeinsame Erklärung über den Fortbestand der Sowjetunion (9+1-Abkommen). Dieser sah die Unterzeichnung eines Unionvertrages und einer Unionsverfassung vor. Am 4. Juni 1991 einigten sich die Präsidenten der neun Unionsrepubliken auf die Änderung des Staatsnamens in Union der Souveränen Sowjetrepubliken. Am 27. Juni 1991 wurde der Rat für gegenseitige Wirtschaftshilfe (RGW) aufgelöst und am 1. Juli 1991 der Warschauer Pakt. Bis 1992 waren rund 100.000 sowjetische Soldaten in Belarus stationiert, davon waren rund 70 Prozent der Offiziere Russen oder Ukrainer. Die Unterzeichnung des neuen Unionsvertrages scheiterte einen Tag zuvor durch den Augustputsch in Moskau gegen Gorbatschow.
Vier Tage nach diesem gescheiterten Putsch verabschiedete der Oberste Sowjet der Republik Belarus am 25. August 1991 einstimmig eine Erklärung zur politischen und wirtschaftlichen Unabhängigkeit des Staates Belarus, und die Kommunistische Partei von Belarus setzte vorübergehend ihre Tätigkeit aus.
Am 5. September 1991 beschloss der Kongress der Volksdeputierten (VDK) das Ende der Sowjetunion und verabschiedete ein Gesetz über die Umwandlung der zentralisierten Sowjetunion in die Gemeinschaft unabhängiger Staaten.

## Republik Belarus

Flagge der Republik Belarus 1991–1995

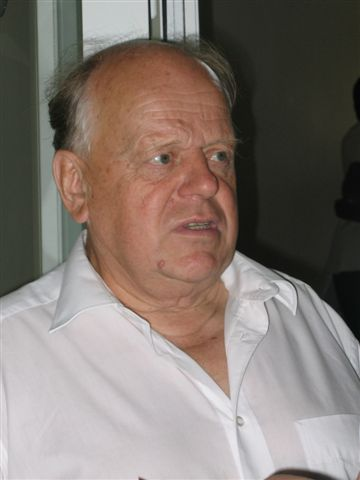
Stanislau Schuschkewitsch, erstes Staatsoberhaupt der Republik Belarus 1991–1994

Flagge der Republik Belarus 1995–2012

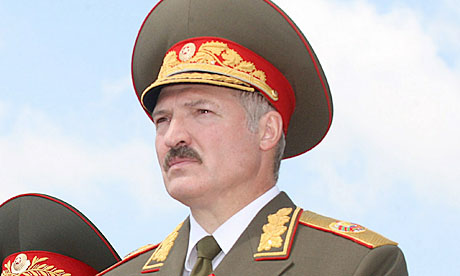
Aljaksandr Lukaschenka, Präsident von Belarus seit 1994

Am 26. August 1991 wurde die Republik Belarus ausgerufen. Stanislau Schuschkewitsch wurde Vorsitzender des Obersten Rats der Republik Belarus (Wjarchouny Sawet). Schuschkewitsch ist somit der erste Staatschef von Belarus.
Am 7. Dezember 1991 trafen sich die Präsidenten Boris Jelzin (Russische Sozialistische Föderative Sowjetrepublik), Leonid Krawtschuk (Ukraine) und Schuschkjewitsch in einem Jagdhaus für Staatsgäste bei Wiskuli, im belarussischen Teil der Belaweschskaja Puschtscha (deutsch: „Belowescher Heide“). Dort unterzeichneten sie am 8. Dezember 1991 die Belowescher Vereinbarungen (auch Abkommen von Belowesch oder Vertrag von Minsk), mit denen die Gemeinschaft Unabhängiger Staaten gegründet und die Feststellung getroffen wurde, dass die Sowjetunion „ihre Existenz beendet“ habe. Verfasser der Vereinbarungen war unter anderem Jegor Gaidar. Am 21. Dezember 1991 bestätigten weitere acht Sowjetrepubliken in der Erklärung von Alma-Ata die Belowescher Vereinbarungen und traten der GUS bei, die nun aus 11 von 15 Nachfolgestaaten bestand. Am 25. Dezember trat Gorbatschow zurück und ließ die sowjetische Flagge über dem Kreml einholen.
Am 20. März 1992 wurden offiziell die neuen Streitkräfte der Republik Belarus gebildet. Im April 1992 unterzeichnete Belarus als erster der Nachfolgestaaten der Sowjetunion die Charta von Paris der Konferenz über Sicherheit und Zusammenarbeit in Europa (KSZE).
Belarus blieb auch nach der Unabhängigkeit von Rohstoff- und Energielieferungen aus Russland abhängig. Die weitere Verwendung des russischen bzw. sowjetischen Rubels als Währung wurde 1992 durch Russland unterbunden, indem es Belarus keine neuen Rubelscheine mehr zur Verfügung stellte. Belarus führte im Juni 1992 mit dem Belarussischen Rubel eine eigene Währung ein. Danach kam es zu einer Hyper-Inflation mit über 2200 Prozent. Staatspräsident Schuschkewitsch packte wirtschaftliche Reformen nur zögerlich an und konnte sich nicht gegen die bestehenden Einflüsse der Altkommunisten unter der Regierung von Wjatschaslau Kebitsch in der Wirtschaft durchsetzen.
Am 3. Februar 1993 hob das Parlament das im August 1991 verhängte Verbot der Kommunistischen Partei (KPdSU) mit 220 gegen 10 Stimmen wieder auf, allerdings blieb deren Eigentum im Staatsbesitz. Am 1. Juli 1993 scheiterte knapp ein Misstrauensvotum gegen den Parlamentspräsidenten Schuschkewitsch, da der Antrag wegen der fehlenden absoluten Mehrheit der Abgeordneten scheiterte, obwohl 166 von 204 Abgeordneten für eine Absetzung votierten. Am 29. Juli 1993 gewährte der Internationale Währungsfonds (IWF) dem wirtschaftlich angeschlagenen Staat einen Kredit über 98 Millionen US-Dollar.
Am 15. Januar 1994 besuchte US-Präsident Bill Clinton die Hauptstadt Minsk und sicherte Belarus weitere Finanzhilfen in Höhe von 101 Millionen US-Dollar zu, die zum vollständigen Abbau der auf belarussischen Territorium stationierten ehemaligen sowjetischen Interkontinentalraketen beitragen sollten. Am 9. April 1994 trat Belarus dem Verteidigungsbündnis der GUS bei.
Am 26. Januar 1994 musste Parlamentspräsident Schuschkewitsch zurücktreten, da das von Kommunisten mehrheitlich besetzte Parlament ihn mit 209 gegen 36 Stimmen das Misstrauen aussprach. Als Nachfolger wurde am 28. Januar 1994 mit 183 gegen 51 Stimmen Metschyslau Hryb zum neuen Parlamentspräsidenten gewählt. Zugleich wurde Ministerpräsident Wjatschaslau Kebitsch mit 175 gegen 101 Stimmen im Amt bestätigt. Am 15. März 1994 wurde vom Parlament eine neue Verfassung beschlossen, die die Umwandlung in ein Präsidialsystem umfasste.
Herrschaft Aljaksandr Lukaschenkas
Am 20. Juli 1994 setzte sich Aljaksandr Lukaschenka nach einem von der OSZE und den USA als fragwürdig eingestuften, von Korruptionsvorwürfen geprägten Wahlkampf gegen Schuschkewitsch und Kebitsch mit 44,8 Prozent der Stimmen im ersten Wahlgang durch und siegte in der Stichwahl gegen Kebitsch mit 80,3 Prozent der Stimmen. Am 20. Juli 1994 wurde Lukaschenka zum ersten Präsidenten des Landes gewählt. Neuer Ministerpräsident wurde der Bankier Michail Tschyhir. Lukaschenka ging sofort gegen die sich politisch und ökonomisch nach Westen orientierende Presse vor und prangerte wiederholt die Finanztransfers politischer Organisationen an befreundete Organisationen und Medien in Belarus an. Von zumeist westlichen Kritikern wird er häufig wegen seines autoritären Regierungsstils und der rigiden Unterdrückung Oppositioneller als „der letzte Diktator Europas“ bezeichnet. Lukaschenka strebte eine Wiedervereinigung mit Russland und der Ukraine an und erhoffte sich dadurch schnellere wirtschaftliche Erfolge. Bis 1997 blieben weiterhin 90 Prozent der Wirtschaft unter staatlicher Kontrolle.
Mit Russland wurden ab 1995 mehrere Staatsverträge zur engeren Verbundenheit unterzeichnet und auch das Ziel eines Staatenbundes zur Russisch-Belarussischen Union umfasst, dessen Verwirklichung sich bisher auf eine Verteidigungsgemeinschaft, eine Wirtschaftsgemeinschaft und auf gemeinsame politische Konsultationen stützt. Für einen Kredit in Höhe von 25 Millionen Euro wurde mit Russland 1995 die Nutzung von militärischen Anlagen und Stützpunkten in Belarus abgeschlossen. Die aus der Sowjetunion verbliebenen 18 Interkontinentalraketen vom Typ RS-12M wurden bis Ende 1996 an Russland zurückgegeben. Siehe: Belarussische Streitkräfte
Im Juli 1995 wurden per Dekret des Präsidenten oppositionelle Zeitungen und Zeitschriften und am 21. August 1995 unabhängige Gewerkschaften verboten und in den Schulen und Universitäten wieder Lehrbücher mit kommunistisch geprägter Ideologie eingeführt.
Innenpolitisch konnte Lukaschenka seine Macht weiter ausbauen und die Aushebelung der Gewaltenteilung forcieren. Gegen den Widerstand der Parlamentsmehrheit und gegen die Vermittlungsbemühungen des russischen Ministerpräsidenten Wiktor Stepanowitsch Tschernomyrdin hielt der Präsident am 24. November 1996 ein Volksreferendum ab, das ihm erheblichen Machtzuwachs zusprach, bis hin zur Ernennung von Richtern. Aus Protest trat der oberste Verfassungsrichter Tichinja von seinem Amt zurück.
Infolge von Menschenrechtsverstößen und Dissonanzen hinsichtlich einer marktwirtschaftlichen Öffnung des Landes verhängte die Administration der Europäischen Union für die belarussische Regierung 1997 ein Einreiseverbot.
In den Jahren 1999 und 2000 fielen vier Regierungsgegner in Belarus dem Verschwindenlassen zum Opfer. Der Europarat machte belarussische Regierungsbeamte für die Entführungen und Ermordungen verantwortlich.
Nach dem Amtsantritt des russischen Präsidenten Wladimir Putin kühlte sich zunächst das Klima zwischen Russland und Belarus ab. 2001 ließ er sich in einer vermutlich verfassungswidrigen Abstimmung als Präsident bestätigen, obgleich seine erste Amtszeit abgelaufen war. Neben dem außenpolitischen Kontakt zu Russland gibt Lukaschenka (Stand 2011) den Beziehungen zu Nordkorea, Venezuela, zum Iran, in den Sudan und in die Volksrepublik China (bis 2003 auch zum Irak und bis 2011 auch zu Libyen) Priorität.
Im Herbst 2005 unternahmen Russland und Belarus nochmals Anstrengungen zur Integration einiger ex-sowjetischer Teilrepubliken und zu gemeinsamen Verfassungsakten. Neben der bereits existierenden interparlamentarischen Versammlung und einem Gremium von Regierungsvertretern wurde ein geringes länderübergreifendes Budget vereinbart. Auch ein Zollabkommen, wonach russische Beamte an der belarussisch-polnischen Grenze kontrollieren dürfen, trat in Kraft.

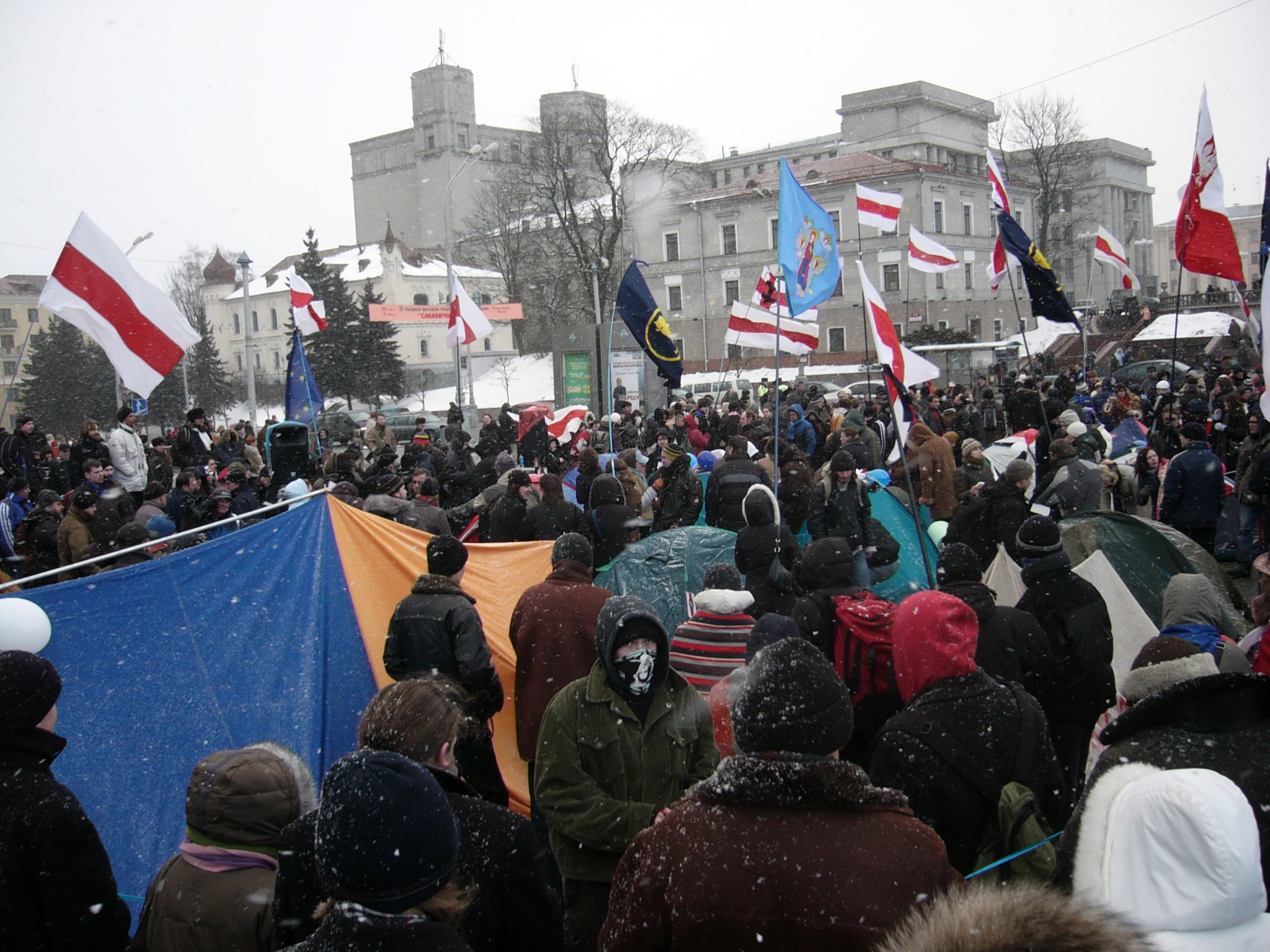
Protestkundgebung vom 21. März 2006

Vor der Präsidentschaftswahl am 19. März 2006 verschärfte Lukaschenka sein Vorgehen gegen Kritiker. Belarussische und russische Politiker sowie Intellektuelle haben wiederholt die finanziellen Unterstützungen marktwirtschaftsorientierter Politiker seitens EU-Organisationen kritisiert. Er gewann die Wahl mit 82,6 Prozent der Stimmen und trat seine dritte Amtszeit an.
Am 18. Mai 2006 beschloss die Europäische Union, die Konten von Präsident Lukaschenka und 35 weiteren Regierungsbeamten einzufrieren. Am 19. Juni 2006 verschärften auch die USA ihre Sanktionen gegen die Regierung und ließen angeblich auf amerikanischen Banken im In- und Ausland gelagertes Vermögen des Präsidenten sowie neun weiterer Personen seiner Regierung einfrieren. Lukaschenka selbst gab in einem Interview mit der Berliner Morgenpost an, „nichts gestohlen [und] keine Konten bei ausländischen Banken“ zu haben.
Im November 2007 wurde in Belarus die politische Vereinigung Belaja Rus gegründet. Sie soll nach dem Vorbild der russischen Präsidentenpartei Einiges Russland als Massenpartei die Politik Lukaschenkas unterstützen und ihm bei Bedarf die Möglichkeit bieten, Massenkundgebungen zu seiner Unterstützung zu mobilisieren.
Die Opposition gewann weder bei der Parlamentswahl im September 2008 noch bei der Wahl im September 2012 einen Sitz im Parlament. Erst bei der Wahl im September 2016 konnten zwei Kandidatinnen der Opposition in das Parlament einziehen.
Im Zuge der Präsidentschaftswahl in Belarus 2010 kam es zu einer Massenkundgebung am Unabhängigkeitsplatz in Minsk, die gewaltsam niedergeschlagen wurde.

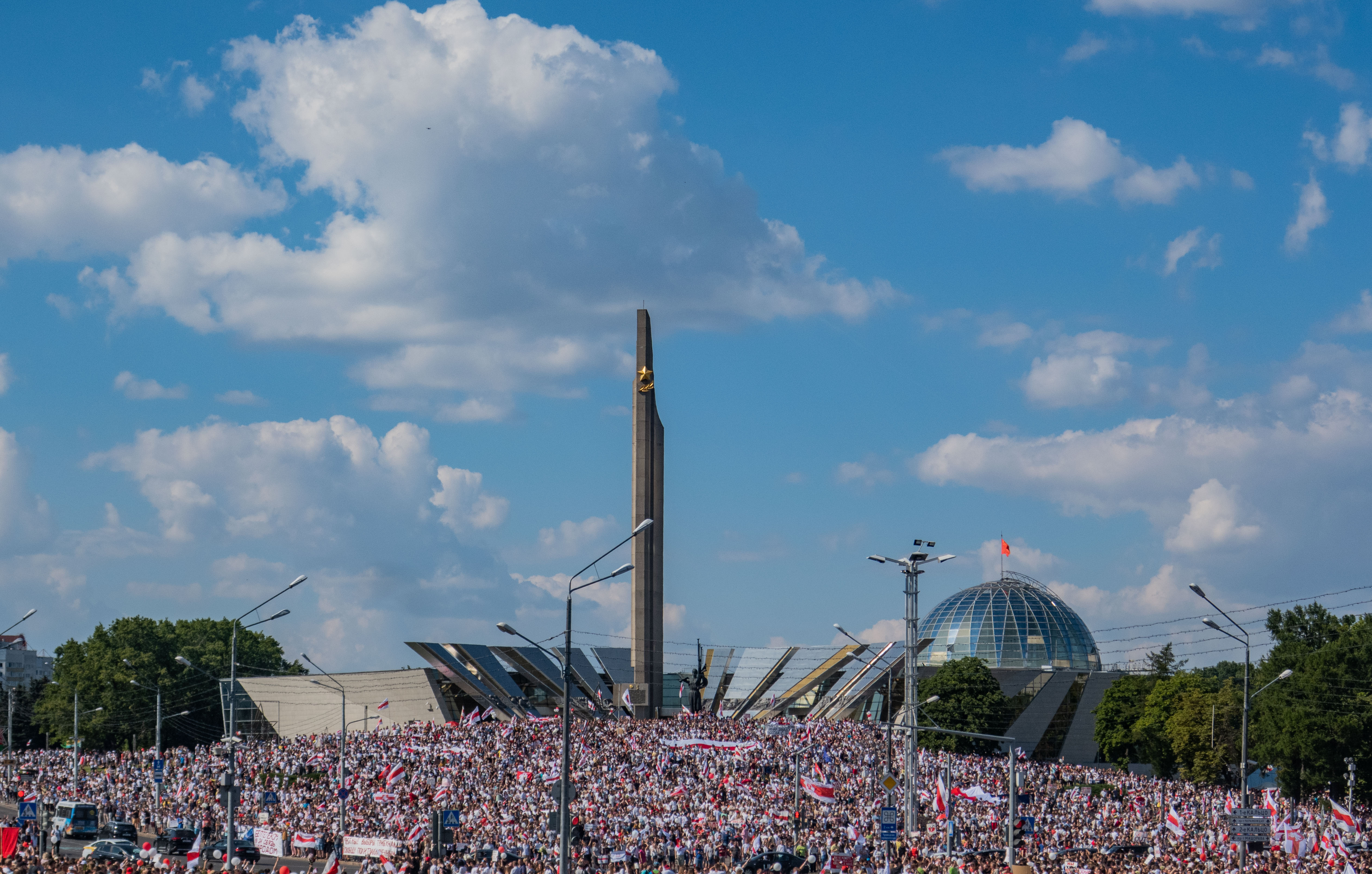
Demonstration gegen Wahlfälschung am 16. August 2020 in Minsk

Nach der Präsidentschaftswahl in Belarus 2020, bei der unabhängige Beobachter zahlreiche Fälle von Wahlfälschung dokumentieren konnten, kam es zu landesweiten Massenprotesten. Nach der Wahl waren Demonstranten repressiven polizeilichen und behördlichen Maßnahmen ausgesetzt. Bei den täglichen Protesten wurden über 33.000 Menschen festgenommen, und über 250 verletzt (darunter auch Kinder). Es wurde von vielfachen Festnahmen, massiver Gewalt und Folterungen, insbesondere im Minsker Gefängnis Okrestina, berichtet. Das Büro des Hohen Kommissars der Vereinten Nationen für Menschenrechte sprach davon, dass man Berichte von über 450 dokumentierten Fällen von Folter und Misshandlungen seit dem Tag der Präsidentschaftswahl erhalten habe. Dazu zählten auch sexueller Missbrauch und Vergewaltigung. Zwei Demonstranten wurden erschossen, einer verstarb aufgrund unterlassener medizinischer Hilfeleistung in Haft und einer wurde zu Tode geprügelt. Die Polizei schoss teilweise mit scharfer Munition auf Demonstranten. Bis heute wurde kein einziges Strafverfahren gegen die Handlungen der Sicherheitskräfte eröffnet.
Am 23. Mai 2021 wurde der Ryanair-Flug 4978 von Athen nach Vilnius zur Landung in Minsk umgeleitet aufgrund einer erfundenen Bombendrohung. Der an Bord befindliche belarussische Journalist Raman Pratassewitsch und seine Freundin Sofia Sapega wurden festgenommen. Zahlreiche Staaten haben dies scharf kritisiert und Sanktionen gegen Belarus verhängt.
Beim russischen Überfall auf die Ukraine am 24. Februar 2022 stellte Lukaschenka das belarussische Staatsgebiet für den russischen Aufmarsch zur Verfügung. Am 27. Februar gab er zu, dass russische Truppen „zwei“ Raketen von Belarus aus abgefeuert hätten.